# Hase (wieś)
Hase (cyr. Хасе) – wieś w Bośni i Hercegowinie, w Republice Serbskiej, w mieście Bijeljina. W 2013 roku liczyła 938 mieszkańców.